# Zaporizzsja
Zaporizzsja (ukránul: Запоріжжя, oroszul: Запорожье – Zaporozsje) város Ukrajnában, a Zaporizzsjai terület központja. Az ország déli részén, a Dnyeper folyó partján fekszik.

## Népessége
| Lakosok száma | 1230 | 5334 | 63 600 | 162 982 | 760 000 | 895 000 | 803 632 | 780 733 | 755 545 | 710 052 |
|               | 1783 | 1872 | 1914   | 1931    | 1976    | 1994    | 2004    | 2010    | 2016    | 2022    |

## Története
A város mai területe már 2–3 ezer évvel ezelőtt is lakott volt, a nomád szkíták révén. 1770-ben egy új kozák erődöt kezdtek el itt építeni, Alekszandrovszkaja néven, Alekszandr Golicin orosz tábornokról elnevezve. Innen kapta a nevét Alekszandrovszk (ukránul Olekszandrivszk) városa. A város központjában lévő szigetre mennoniták érkeztek, és gyárakat valamint malmokat alapítottak. A város nevét 1921-ben változtatták Zaporozsjére, ukrán nyelven pedig Zaporizzsjának nevezték. 1991-től ez utóbbi a város hivatalos neve.
Ukrán és orosz elnevezése arra utal, hogy a város a zúgókon (ukránul: пороги, porohi) túl helyezkedik el (розташоване за порогами, roztasovane za porihami). A Dnyeper itt lépi át az Ukrán-pajzs déli, sziklás peremét, és a zúgókon itt lépett át a folyó a Fekete-tengermelléki-alföldre. 1932-ig, a Dnyeperi vízerőműrendszer megnyitásáig a zúgók miatt a folyó ezen szakasza nem volt hajózható.

## Ipar
A város jelentős ipari központ. Jelentős a vegyipara, fém- és alumíniumgyártása, valamint a gépipara. Zaporizzsja közelében található a Zaporizzsjai atomerőmű, Európa legnagyobb atomerőműve, valamint a Dnyeperi vízerőmű is. A főként repülőgép-hajtóműveket és erőművi gázturbinákat előállító Motor Szics, valamint a AvtoZAZ gépkocsigyártó vállalat központi üzemei is a városban működnek.

## Közlekedés

### Távolsági közlekedés
Repülőtere (Міжнарóдний аеропóрт «Запорíжжя»), 15 km-re keletre található. 
Vasútállomások: Zaporizzsja-2 Залізничний вокзал Запорожье-2 4 km-re délkeletre található.
Zaporizzsja-1 Залізничний вокзал Запорожье-1 11 km-re délkeletre található.
Buszállomások: 2-es számú buszállomás Автостанція №2, a belvárosban található.
Központi 1-es számú buszállomás Центральний міжміський автовокзал «Запоріжжя» (АС-1), 10 km-re délkeletre található. Több mint 70 közvetlen indulású és 100 tranzit buszjárat. Óránként buszok Dnyipróba és további városokba: Doneck (napi 8), Odessza (napi 2), Poltava (napi 2), Szimferopol (napi 3), Jalta (napi 8), Feodoszija (napi 3), Nyikopol (napi 8), Mariupol (napi 7), Bergyanszk (napi 10).
Folyami kikötő Речной вокзал 7 km-re délre. Kirándulóhajók részére.
Marsrutka közlekedik Zaporizzsja-1 buszpályaudvarról Автовокзал АС-1. Dnyipróba, 06:00-21:00 között, 40-60 percenként.
Elektricska (HÉV) közlekedik Polohiba (napi 2), Enerhodarba (3 óra, napi 2), Henyicseszkbe (napi 2,3½ óra), Melitopolba (126km délre, 4 óra, 05:00-23:00 között / 15-120 percenként), Szinelnikovéba (75 km északra Dnyiprón át napi 2-4x), Baburka faluba (délnyugatra 13 km, 1½ óra, 1-2 óránként, megáll a Запорожская Сечь megállóban a Horticja szigeten)

### Helyi közlekedés
Autóbuszok 2 vonalon, trolibuszok 13 vonalon, villamosok 12 vonalon , elővárosi buszok (Пригородный) 10 vonalon és marsrutkák (iránytaxi) közel 100 vonalon közlekednek.

## Látnivalók
Horticja sziget (острів Хортиця)

## Testvérvárosai
- Linz, Ausztria
- Oberhausen, Németország
- Belfort, Franciaország
- Lahti, Finnország